# جوهانس كولمان
جوهانس كولمان (بالإنجليزية: Johannes Coleman) هو عداء مراثوني جنوب أفريقي، ولد في 5 يونيو 1910 في Oudtshoorn ‏ في جنوب أفريقيا، وتوفي في 13 يناير 1997 في جوهانسبرغ في جنوب أفريقيا.

## وصلات خارجية
- جوهانس كولمان على موقع أوليمبيديا (الإنجليزية)
- جوهانس كولمان على موقع اتحاد ألعاب الكومنولث (مؤرشف) (الإنجليزية)